# Islands (2021)
Islands ist ein Filmdrama von Martin Edralin, das im März 2021 beim South by Southwest Film Festival seine Premiere feierte. Im Film spielt Rogelio Balagtas den eigenbrötlerischen Junggesellen Joshua, der noch bei seinen Eltern lebt und sich nach dem Tod seiner Mutter um den pflegebedürftigen Vater kümmern muss. Als er Unterstützung von seiner Cousine Marisol bekommt, beginnt Joshua aufzublühen.

## Handlung

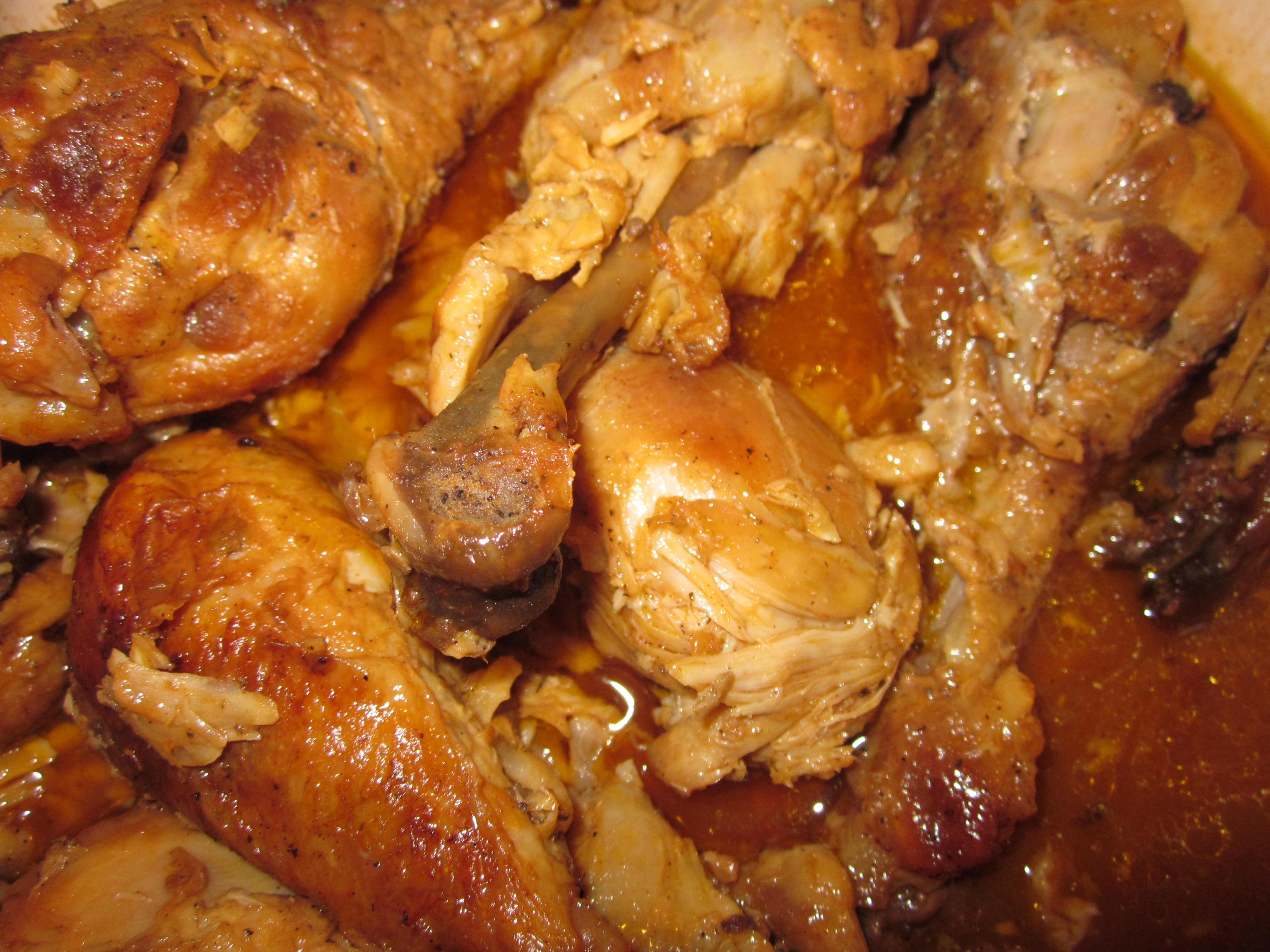
Das Wenige, was Reynaldo und Alma an ihre alte Heimat, die Philippinen, erinnert, ist das „Chicken Adobo“ nach Familienrezept. Als Marisol bei ihnen einzieht, lernt auch Joshua das Kochen.

Der Ende 40-jährige Joshua lebt noch mit seinen Eltern Reynaldo und Alma zusammen. Sie wohnen in einem Haus im kanadischen Ontario, wo er als Hausmeister an einer Universität arbeitet. Jeden Tag steht er auf, frühstückt mit ihnen und macht sich auf den Weg zu seinem Job. Wenn er dort etwas essen will, tut er dies nicht gemeinsam mit seinen Kollegen, sondern macht sich meist das „Chicken Adobo“ seiner Mutter in der Mikrowelle warm. Er und seine Familie stammen von den Philippinen, wo Joshua als Zahnarzt arbeitete, sein Abschluss wurde in Kanada jedoch nicht anerkannt. Joshuas Vater war einst Elvis-Imitator und zieht noch immer an Weihnachten seinen alten, weißen Anzug an, in dem er sich dann wie als junger Mann fühlt.
Jeden Abend betet der gläubige Katholik zu Gott, er möge auf seine Familie achtgeben, denn Joshua will auf keinen Fall allein sein. Eine Freundin hat Joshua nicht und auch noch nie gehabt. Er geht auch nicht aus und begleitet höchstens mal seine Eltern zum Senioren-Cha-Cha-Kurs. Zur Entspannung trainiert er täglich auf dem Laufband und onaniert ausgiebig. Seine Eltern rechnen gar nicht mehr damit, dass er ihnen irgendwann Enkelkinder schenkt. Aber wenigstens hat sein verheirateter Bruder Paolo schon Kinder.
Als Joshua und seine Mutter eines Tages im Keller sind, um die Wäsche zu machen, stürzt sie auf dem Weg nach oben und verletzt sich schwer. Kurze Zeit später stirbt sie, und Joshua ist nun ganz allein mit seinem Vater, der sich schnell zu einem Pflegefall entwickelt. Er kann nicht einmal mehr alleine duschen, und wenn er nach Alma fragt, zeigt sich auch, dass Reynaldo dement geworden ist. Glücklicherweise bekommt Joshua schon bald Unterstützung von Marisol, seiner Cousine zweiten Grades, die zur Beerdigung ihrer Tante gekommen ist. Die gelernte Krankenschwester will auf keinen Fall nach Kuwait zurückkehren, wo sie die Arbeitsbedingungen als schrecklich empfunden hat, und zieht bei ihnen ein. Joshua scheint in ihrer Gegenwart regelrecht aufzublühen.
Marisol bringt Joshua auch das Kochen bei, streng nach Familienrezepten, damit er auf die Gerichte seiner Mutter in Zukunft nicht verzichten muss.

## Produktion

### Filmstab und Idee
Regie führte Martin Edralin, der auch das Drehbuch schrieb. Er wurde in Kanada geboren und gab mit Islands nach einer Reihe von Kurzfilmen sein Spielfilmdebüt als Regisseur. Die Idee für seinen Film hatte Edralin um das Jahr 2015 herum, als seine Eltern beide in Ruhestand gegangen waren und er sich Gedanken über die Übergänge machte, die einjeder irgendwann im Leben durchläuft. In vielen asiatischen Kulturen übernehme die jüngere Generationen die Verantwortung für die Eltern, und bringe sie nicht in Seniorenheimen unter, weshalb er sich die Frage stellte, ob auch er diese Verantwortung mit seinem unabhängigen und stressigen Leben in der westlichen Welt überhaupt in Einklang bringen könnte.

### Dreharbeitenund Besetzung
Ursprünglich wollte Edralin den Film auf den Philippinen drehen, verlegte die Dreharbeiten jedoch letztlich nach Kanada, um die Finanzierung durch öffentliche Gelder nicht zu gefährden. Dafür seien dem Film jedoch ausreichend philippinische Elemente hinzugefügt worden, wie der Line Dance, das Essen und die Religion mitsamt den ganzen religiösen Idolen im Haus, aber auch die vielen Möbel und der dekorative Krimskrams. Gedreht wurde letztlich einen Monat lang. Als Kameramann fungierte Diego Guijarro. Nach Ende der Dreharbeiten verbrachte Edralin ungefähr sechs Monate mit dem Filmschnitt.
Rogelio Balagtas spielt in der Hauptrolle Joshua, Esteban Comilang und Vangie Alcasid seine Eltern Reynaldo und Alma. Sheila Lotuaco übernahm die Rolle von Marisol, Joshuas Cousine zweiten Grades. Pablo SJ Quiogue spielt seinen Bruder Paolo.

### Veröffentlichung
Die Weltpremiere erfolgte am 16. März 2021 beim South by Southwest Film Festival. Anfang März 2022 wurde er beim Santa Barbara International Film Festival vorgestellt.

## Rezeption

### Kritiken
Der Film wurde von 90 Prozent aller bei Rotten Tomatoes erfassten Kritiker positiv bewertet.
Alex Saveliev von filmthreat.com erklärt, in gewisser Weise sei Islands  wie The 40 Year-Old Virgin von Judd Apatow, abzüglich des exzentrischen, skatologischen Humors. Auch Joshua sei ein Mann nach der Blüte seines Lebens, der so sehr in seiner Einsamkeit versunken ist, dass nur ein drastisches Ereignis ihn möglicherweise auf den Weg der Erlösung führen kann. Im Gegensatz zu Apatow hämmere Martin Edralin aber nicht so sehr, vielmehr sei Islands leise wie eine Mikrowelle.
Owen Gleiberman von Variety schreibt, Islands sei einer dieser Filme, wie Percy Adlons Zuckerbaby von 1985 über eine verlorene Seele, die zum Leben erweckt wird. Wenn man Joshua ansehe, wisse man, dass sich etwas ändern muss, das Schicksal sollte am besten einen Schraubenschlüssel in seine Richtung werfen. Man könnte sagen, dass er an einer sozialen Angststörung leidet, und in einem kleineren Film hätte man diese wahrscheinlich einfach bei ihm diagnostiziert und sich daran gemacht, das Problem zu lösen. Joshua jedoch habe eine Persönlichkeit, die er nicht einfach wie einen Anzug ausziehen kann. Rogelio Balagtas, der in Island sein Schauspieldebüt gibt, sei in dieser Rolle eines Mannes, der in seinem selbstgewählten Gefängnis lebt, berührend, und dass Joshua übermäßig viel Zeit auf dem Laufband verbringt, sei eine perfekte Metapher für seine Situation.
Marion Schlosser von uncut.at beschreibt Islands als eine sehr einfühlsame Charakterstudie über einen Mann, der sich von seiner Umwelt abkapselt, um nicht verletzt zu werden. Dabei falle die eigenwillige Stilistik des Films auf: „Sehr langsam werden die verschiedensten Alltagsmomente Joshuas dokumentiert, was gerade zu Beginn vielleicht sogar etwas befremdlich wirken kann. Wenn man sich allerdings auf das entschleunigte Erzähltempo einlässt, bekommt man in Islands sehr viel geboten.“ Wenn mit der Zeit Joshua immer mehr aufblüht, entfalte auch der Film vollends seine emotionale Tiefe. Das Drehbuch schaffe es außerdem, dass man sich in den Momenten, in denen man sich aufgrund von Joshuas unbeholfener Art als Zuschauer fast schon fremdschämen muss, mit diesem trotzdem auch immer zu einem gewissen Grad identifiziert. Auf diese Weise schildere der Film eine Selbstfindungsreise der besonderen Art und bringe gekonnt zum Ausdruck, wie es sich anfühlt, wenn einen die Einsamkeit überwältigt, man gleichzeitig aber auch mit sozialen Unsicherheiten zu kämpfen hat.

### Auszeichnungen
Canadian Screen Awards 2022
- Nominierung als Bester Hauptdarsteller (Rogelio Balagtas)
- Nominierung als Bester Nebendarsteller (Esteban Comilang)
- Nominierung für den John Dunning Best First Feature Film Award (Martin Edralin)[10]

South by Southwest Film Festival 2021
- Nominierung im Narrative Feature Competition
- Special Mention im Narrative Feature Competition[11][12]